# Abraham Oyanedel
Abraham Oyanedel Urrutia (Copiapó, 25 de maio de 1874 – Santiago, 28 de janeiro de 1954) foi um advogado e político chileno. Ocupou o cargo de presidente de seu país entre 2 de outubro de 1932 e 24 de dezembro de 1932.
Graduado em Direito pela Universidade do Chile em Santiago, serviu ao exército do país durante a guerra civil chilena de 1891.